# Lyftet (film)
Lyftet är en svensk film från 1978, baserad på Kennet Ahls bok med samma namn.

## Handling
Kennet åker in och ut på Hall och andra anstalter. Han är helt nergången och föraktar de som försörjer sig genom avlönat arbete. Tillsammans med bland andra kompisen Bromsbandet (spelad av Sten Ljunggren) stjäl Kennet en bil för att sedan kunna råna en bank. 
Omaskerade och beväpnade med enbart en leksakspistol som de just snott från några smågrabbar tar de sig in på banken. När det visar sig att banken väntar på en penningtransport ger sig rånarna istället på kunderna. Bankkunderna låter sig dock inte skrämmas utan skäller på Kennet och ber honom jobba ihop sina egna pengar. Det blir en ordväxling som slutar med att k-pistbeväpnad piketpolis tar rånarna och burar in dem. 
Tillbaka på anstalten finns Kennets gamla kompisar, Varan (Pale Olofsson från Nationalteatern), Sundsvalls-Jesus, Eleganten (Roland Jansson), med flera typer. När Kennet till slut släpps ut från fängelset bestämmer han sig för att försöka gå den smala vägen. Det är tyvärr inte det lättaste – på arbetsförmedlingen kan de endast erbjuda en AMS-kurs.
Den som en gång suttit inne får väldigt svårt att anpassa sig, då få är beredda att anställa en missbrukare och kåkfarare. Det får även Kennet erfara och han är beredd att ge upp. Något som Kennet dock har lyckats med är att skaffa sig en tjej. En av kunderna under det misslyckade bankrånet, Karin, tar nämligen kontakt med honom och de blir så småningom kära.
Utanför fängelset har Kennet bara två val. Antingen leva hederligt vilket han har lovat sin övervakare. Han får bara några veckor på sig att skaffa sig ett jobb. Misslyckas han är det kåken som gäller. Andra valet är att lyckas med ”lyftet”, det vill säga ”det som i ett slag förvandlar dig från småhandlare till storfräsare”. Det är något som alla busar i Kennets kompiskrets drömmer om. Tyvärr förblir det oftast en dröm. 
Kennet råkar dock ha turen på sin sida och får genom den nya flickvännens pappa ett hederligt arbete. Det passar dock inte Kennet och det slutar som vanligt, han struntar i jobbet och hamnar utanför samhället igen. 
Filmen tar flera vändningar och skildrar hur svårt det är att anpassa sig till samhällets normer när man levt så långt utanför det som Kennet och de andra kåkfararna har gjort. Filmen fördömer den bristande kriminalvården och uppföljningsarbetet för de nyligen frigivna fångarna.

## Om filmen
Lyftet är regisserad av Christer Dahl. Anders Lönnbro gör huvudrollen som missbrukaren Kennet Ahl.
Filmen är baserad på flera böcker skrivna av duon Christer Dahl och Lasse Strömstedt under pseudonymen Kennet Ahl, böckernas huvudperson. Tillsammans med skådespelarna Anders Lönnbro och Bodil Mårtensson skrevs senare manuset till filmen. 

## Rollista
- Anders Lönnbro – Kennet Ahl
- Bodil Mårtensson – Karin Åberg
- Carl-Axel Heiknert – Oskar Åberg
- Siv Ericks – Linnéa Åberg
- Pale Olofsson – ”Varan”
- Roland Jansson – ”Eleganten”
- Weiron Holmberg – Curt Storm
- Sten Ljunggren – ”Bromsbandet”
- Roland Hedlund – ”Sundsvalls-Jesus”
- Lasse Strömstedt – Douglas Andersson
- Bosse Högberg – Sandgren
- Lena Lindgren – Vera Lind
- Bo Hörnelius – Skavböke, vaktkonstapel
- Bernt Ström – fackordföranden på plastfabriken
- Mariann Rudberg – assistenten på fångvårdsanstalten
- Anders Granström – polis som intervjuas utanför banken
- Gustav Kling – Olof, skyddsombud på plastfabriken
- Fred Gunnarsson – Nisse Stenström
- Erik Edborg – skyddskonsulenten
- Per Gavelius – Nilsson, vaktkonstapel
- Adelie Hatz – Adelie, Veras lilla dotter
- Gurli Svedlund – bankkund
- Greta Wahlquist – arbetsförmedlare
- Henry Lindblom – Aronsson, direktör för AMS-lägret i Krisdala
- Iwar Wiklander – bankföreståndaren
- Jannike Åhlund – journalisten utanför banken
- Gordon Löwenadler	– körsångare
- Peter Stormare – fånge
- Bo Jonsson – en man på plastfabriken
- Olle Myrberg

### Fotnoter
1. ↑  ”Lyftet”. Svensk Filmdatabas. http://sfi.se/sv/svensk-filmdatabas/Item/?type=MOVIE&itemid=5014&ref=%2ftemplates%2fSwedishFilmSearchResult.aspx%3fid%3d1225%26epslanguage%3dsv%26searchword%3dlyftet%26type%3dMovieTitle%26match%3dBegin%26page%3d1%26prom%3dFalse. Läst 3 februari 2013.